# Andrea Bajani
Andrea Bajani (Roma, 16 agosto 1975) è uno scrittore italiano.

## Biografia
Nato a Roma il 16 agosto 1975, la famiglia si trasferisce quando lui è giovanissimo a Cuneo. Cresce fra Torino e Parigi città che fanno da sfondo ai suoi romanzi. Nel 2011 vince il premio Bagutta con il romanzo Ogni promessa. Nel 2008 vince il Premio Super Mondello, il Premio Recanati e il premio Brancati con il romanzo Se consideri le colpe nonché il Premio Lo Straniero. È autore di romanzi e racconti, ma anche di reportage, opere teatrali e traduzioni di opere dal francese e dall'inglese. Nel 2002 pubblica il suo primo romanzo, Morto un papa. Nel 2003, per peQuod, segue Qui non ci sono perdenti.
Nell'anno 2005 approda a Einaudi con Cordiali saluti. Questo romanzo viene tradotto in francese nello stesso anno con Très cordialement e nel 2010 in tedesco con Mit herzlichen Grüßen. Storia di un giovane appena assunto che si trova a dover scrivere lettere di licenziamento che non sembrino tali e a farsi padre putativo dei figli di un licenziato, affetto da tumore e impossibilitato a stare loro vicino.
Nel 2006 esce il reportage Mi spezzo ma non m'impiego, viaggio-inchiesta nell'universo dei nuovi lavoratori precari.
Del 2007 è il romanzo Se consideri le colpe, che vince i premi Super Mondello, Recanati e il Premio Brancati. Con questo libro è finalista al Premio Bergamo 2008, risultato che otterrà di nuovo con Ogni promessa nel 2011 e con Un bene al mondo nel 2017.
Nel 2008 è seguito il reportage Domani niente scuola.
Nel 2010, l'uscita del romanzo Ogni promessa è salutata da un lungo articolo di Antonio Tabucchi su la Repubblica e gli vale il Premio Bagutta 2011.
Mi riconosci viene pubblicato da Feltrinelli nel 2013.
Ha preso parte a molte antologie, tra cui Scrivere sul fronte occidentale (Feltrinelli, 2002), Deandreide (Blur, 2006), Pene d'amore (Guanda, 2008) e Ho visto cose (Blur, 2008).
Suoi articoli sono pubblicati su giornali nazionali ed esteri come La Stampa, l'Unità, il manifesto, il supplemento domenicale de Il Sole 24 ore, Libération.
La raccolta di poesie Dimora naturale (2020) ha ottenuto nel 2021 il Premio Cielo d'Alcamo "Rosa fresca aulentissima". Il suo romanzo Il libro delle case è stato inserito sia nella cinquina del Premio Strega, sia in quella del Premio Campiello 2021.
Con il romanzo L'anniversario (Feltrinelli, 2025) si aggiudica la 79esima edizione del Premio Strega e il Premio Strega Giovani.

## Opere

### Narrativa
- Morto un papa (Portofranco, 2002) ISBN 88-87952-17-5
- Qui non ci sono perdenti (peQuod, 2003) ISBN 88-87418-63-2
- Cordiali saluti (Prefazione di Ascanio Celestini) (Einaudi, 2005) ISBN 978-88-06-19162-7
- Se consideri le colpe (Einaudi, 2007) ISBN 978-88-06-19657-8
- Domani niente scuola (Einaudi, 2008)
- Ogni promessa (Einaudi, 2010) ISBN 978-88-06-20020-6
- Presente (con Michela Murgia, Paolo Nori e Giorgio Vasta; Einaudi, 2012) ISBN 978-88-06-20945-2
- La mosca e il funerale (Nottetempo, 2012) ISBN 978-88-7452-354-2
- Mi riconosci (Feltrinelli, 2013) ISBN 978-88-07-01943-2
- La vita non è in ordine alfabetico (Einaudi, 2014) ISBN 978-88-06-22617-6
- Un bene al mondo (Einaudi, 2016) ISBN 978-88-06-21315-2
- Il libro delle case (Feltrinelli, 2021) ISBN 978-88-07-03433-6
- L'anniversario (Feltrinelli, 2025) ISBN 978-88-07-03642-2

### Reportage
- Mi spezzo ma non m'impiego (Einaudi, 2006) ISBN 88-06-18072-X
- Domani niente scuola (Einaudi, 2008) ISBN 978-88-06-19415-4

### Saggistica
- La scuola non serve a niente (Laterza, 2014) ISBN 978-88-58-11235-9

### Poesia
- Promemoria (Einaudi, 2017) ISBN 978-88-06-22887-3
- Dimora naturale (Einaudi, 2020) ISBN 978-88-06-24426-2
- L'amore viene prima (Feltrinelli, 2022) ISBN 978-88-07-03405-3

### Traduzioni
- Sono un assassino (Je suis un assassin, Éditions du Rocher, 2002) di Laurent Graeve (Instar Libri, 2003) ISBN 88-461-0048-4.
- Clima di paura (Climate of Fear, Profil Books Ltd., 2004) di Wole Soyinka (con Mariapaola Pierini) (Codice edizioni, 2005) ISBN 88-7578-017-X.